# Kush Karisma
Kush Karisma (* 20. April 1987 in Basel; bürgerlich Fabian Pöpelt) ist ein Schweizer Rapper aus Basel.

## Biografie
Kush kam 1999 im Alter von elf Jahren mit der Hip-Hop-Kultur in Kontakt. Zuerst war er hauptsächlich als Breakdancer aktiv. Nebenbei begann er erste Raptexte zu schreiben. In der Folgezeit konzentrierte er sich hauptsächlich auf Rap. So lernte er den Beatboxer Headshock kennen, und jammte erstmals mit dessen damaligen Gruppe Vinyl Bros. Gemeinsam folgten erste Studioaufnahmen. Damals trat Kush noch unter dem Pseudonym Shizophren auf.
2003 lernte Kush den Beat-Produzenten Contrast, damals noch L Jazira, kennen, mit dem er fortan das Duo Dunkelziffer bildete. In Contrasts Home-Studio entstanden so erstmals komplette Tracks, die meist auch von Contrast produziert wurden. Es folgten diverse Konzerte, Open Mics und Freestylesessions.
2004 machte Kush von sich reden, als er den Titel Basel – Dä Jam isch füre Arsch veröffentlichte, in dem er seinen Unmut darüber äusserte, dass er nicht am Basler Allstar-Rapkonzert Basel, dä Jam isch für di in der Kaserne Basel auftreten durfte.
2006 veröffentlichte er gemeinsam mit Chilz das Kollaboalbum Köpf wo anders tikke. Im nächsten Jahr wurde an der Plattentaufe von Abarts Album Wäggselspil zusammen mit Chilz, Contrast, DJ Moe, Kid Bakabu, Rapreflex, MadCed, Manoo, Rime, T.K.B und Zehir die Formation Köpf wo anders tikke (kurz K.W.A.T) gegründet. Im Oktober 2007 erschien das Album Nachtschicht von Mad Ced, das innerhalb von zwei Tagen aufgenommen wurde. Die Produktion wurde von hauptsächlich von ND-Q übernommen.
Im August 2008 unterschrieb Kush einen Vertrag beim Basler Plattenlabel PW Records. Nach zwei Crewalben mit K.W.A.T und einem Kollaboalbum mit seinem Produzenten Jakebeatz erschien schliesslich am 4. Februar 2011 Kushs Debütalbum Karisma. Dieses wurde neben Jakebeatz unter anderem auch von P. Moos und Mr. Fierce, Produzent der Allschwiler Rapgruppe Brandhärd, produziert. Gastbeiträge stammten beispielsweise von Sänger Baschi oder dem Zürcher Rapper Samurai. Zu den Songs Intro, Musik und Dies und das wurde ein Spit-Video veröffentlicht. Das Album erhielt bei Reviews sehr gute Beurteilungen.
Zusätzlich zur CD enthielt das Album auch den Kurzfilm Störfaktor von Manuel Wiedemann, in dem Kush die Hauptrolle spielte (der Film wurde von der Hochschule Luzern produziert und mehrfach ausgezeichnet, unter anderem am Filmfestival Locarno, den Solothurner Filmtagen oder dem Shnit Filmfestival in Bern).
Im August 2011 erschien das Debütalbum der neu formatierten 12-köpfigen Crew K.W.A.T mit dem Titel Dopamin. Im Februar 2012 folgte ein MixAlbum von Kush, welches vom DMC-Champion DJ Steel gemixt wurde. Dieses Werk enthält 26 Songs und Gastbeiträge aus der Schweiz, Deutschland und den USA.
2017 hielt sich sein Album Bâlonce eine Woche in der Schweizer Hitparade. Der Titeltrack des Albums, feat. Jae Prynse „lässt … die Palmen im Alpenland spriessen“ und wurde „CH-Song der Woche“ von Radio SRF Virus.

## Diskografie
Alben
- 2011: Karisma
- 2017: Bâlonce

Kollaboalben
- 2006: Köpf wo anders tikke (mit Chilz)
- 2008: Nachtschicht (mit Mad Ced)
- 2008: K.W.A.T. Volume 2 (mit K.W.A.T)
- 2009: Kush und Jake (Onliealbum mit Jake)
- 2009: City of K.W.A.T #2 : Haterblokkahz (mit K.W.A.T.)
- 2011: Dopamin (K.W.A.T-Debütalbum)
- 2012: Völlig Fällig Kapitel 1 (Mixalbum auf eigene Beats, gemixt von DJ Steel)
- 2013: Chilz & Kush: Entwickligshilf (Produziert von M Skills)
- 2014: PW Records Sampler
- 2015: Levo & Kush: Dirrrräkkt
- 2016: Kush Karisma & DJ Bazooka "Bruchbrothers EP"

Singles
- 2009: Summerzyt (mit M-Skills); nur auf Vinyl erschienen

Freetracks
- 2004: J’s Blaze
- 2005: Sklave vom Weed (feat. Contrast)
- 2005: Shut yo' d'Sproch (Beatbone Remix)
- 2005: Kei rote Faade
- 2005: Dräkks Raphype
- 2005: Bullestress
- 2006: Gwalt (feat. Contrast)
- 2006: Wenni wach ligg (feat. Contrast)
- 2006: Ziile ufs Blatt (feat. Contrast)
- 2006: Krank und duurezooge
- 2006: Schlittschueh
- 2006: Nüm suuber druff
- 2006: Fütz Man
- 2006: Kaputtige Shit (feat. Len MC)
- 2006: Problem für di?
- 2006: Battlerulez und so

## Filmografie
- 2011: Störfaktor (Kurzfilm)